# The Case for Democracy
The Case for Democracy: The Power of Freedom to Overcome Tyranny and Terror är en bok från 2004 författad av den före detta sovjetiske dissidenten och israeliske politikern Natan Sharansky, tillsammans med Ron Dermer.
Boken är skriven som ett utrikespolitiskt manifest, där Sharansky och Dermer menar att det främsta målet för USA:s (liksom för den övriga "fria världens") utrikespolitik bör vara spridandet av demokrati. I boken argumenterar de för en moralistisk utrikespolitik grundad på principen om universella friheter och mänskliga rättigheter. Sharansky och Dermer menar att stater som respekterar sina invånare också respekterar sina grannar (se vidare demokratisk fredsteori).
Boken nådde bästsäljarlistorna i The New York Times, Washington Post och Foreign Affairs.
Boken lästes av bland andra USA:s dåvarande president George W. Bush, som tog starkt intryck av den. I november 2004 inbjöd han de bägge författarna till en diskussion Vita huset. Boken utgjorde inspiration till Bushs andra installationstal som president i januari 2005, där han talade mycket om spridandet av frihet och demokrati i världen. Bush uppmanade även bland annat sina medarbetare i hans administration och andra att läsa boken.